# 東德護照
德意志民主共和國護照（德語：Reisepass der Deutschen Demokratischen Republik），通稱東德護照，是德意志民主共和國（東德）簽發給該國公民的护照。1990年10月東德併入德意志聯邦共和國（西德，統一後通稱德国），兩德統一後，德国公民一律使用德意志聯邦共和國護照。

## 概要
據《华盛顿邮报》1989年的報導，只有25%的東德人持有護照。據1957年東德的護照法，東德公民前往包含西德及西柏林在內的國外必須持有出境簽證。未有簽證而出國者將會入獄。回國後，護照必須上交。
東德護照至少有4種類型：標準護照、外國人護照、公務護照、外交護照。標準護照封面為藍色，外國人護照與公務護照封面為不同色調的綠色，外交護照封面為紅色。
東德護照內文以德语、法语、英语、俄语呈現，不過英語在1988年左右的護照改版後消失。
東德護照的聲明大意如下：「外交部茲請國內外各機關對持有本護照者允予自由通行，並請必要時儘量予以保護及協助」。這段聲明不見於1989年末至1990年10月東德轉型期間版本的護照。
1990年10月兩德統一後，《德國統一條約》規定東德護照直至1995年12月31日仍有效。該日之後東德護照失效，必須改用德意志聯邦共和國護照。

## 外部連結
- 维基共享资源上的相關多媒體資源：東德護照